# Ragazza di periferia
Ragazza di periferia è il secondo album in studio della cantante italiana Anna Tatangelo, pubblicato il 17 marzo 2005 dalla Universal Music Group.

## Descrizione
Edito immediatamente dopo la partecipazione della cantante al Festival di Sanremo 2005 con l'omonimo Ragazza di periferia, è stato successivamente ristampato in seguito alla partecipazione dell'artista alla successiva edizione della manifestazione canora, permettendo così l'inserimento del brano Essere una donna e di Colpo di fulmine successivamente estratto come singolo. Altri brani scelti per la promozione del disco sono stati Quando due si lasciano e Qualcosa di te.
L'album è stato co-prodotto da Gigi D'Alessio e Adriano Pennino, che hanno anche curato gran parte delle musiche.

## Tracce
1. Essere una donna – 4:01 (testo: Mogol – musica: Gigi D'Alessio)
2. Colpo di fulmine – 3:29 (Federica Camba, Massimo Greco)
3. Quando due si lasciano – 3:33 (testo: Vincenzo D'Agostino – musica: Gigi D'Alessio)
4. Dimmi dimmi – 3:38 (testo: Vincenzo D'Agostino – musica: Gigi D'Alessio, Adriano Pennino)
5. Ragazza di periferia – 4:16 (testo: Vincenzo D'Agostino – musica: Gigi D'Alessio, Adriano Pennino)
6. Non tradirmi mai – 4:26 (testo: Giuseppe Di Tella – musica: Bruno Rubino, Adriano Pennino)
7. Pensiero stupendo – 4:45 (testo: Vincenzo D'Agostino – musica: Gigi D'Alessio)
8. Qualcosa di te – 4:30 (testo: Cesare Chiodo – musica: Antonio Galbiati)
9. Sotto un cielo di stelle (como un bano de estrella) – 4:04 (Walter Cesar Farias)
10. Così è l'amore – 4:01 (testo: Luciano Oriundo – musica: Gigi D'Alessio, Adriano Pennino)
11. Andrea – 3:44 (testo: Allan Rich, Federico Cavalli – musica: Antonio Galbiati)
12. O te o me – 3:15 (testo: Annalisa Sacchezin, Vincenzo D'Agostino – musica: Luca Paolo Chiaravalli)

## Formazione
- Anna Tatangelo – voce
- Adriano Pennino – tastiere (tracce 1-11), pianoforte (tracce 4-5, 8-10), programmazione (tracce 3-11)
- Luca Chiaravalli, Giordano Moretti – tastiere, programmazione (traccia 12)
- Michael Thompson – chitarre elettriche (traccia 1)
- Biagio Sturiale – chitarra elettrica (traccia 12)
- Maurizio Fiordiliso – chitarre acustiche (tracce 1, 3-12), cori (tracce 7, 9, 12)
- Cesare Chiodo – basso (tracce 1, 4, 8)
- Roberto D'Aquino – basso (tracce 3, 6, 9-11)
- Paolo Costa – basso (traccia 5)
- Lele Melotti – batteria (traccia 1)
- Alfredo Golino – batteria (tracce 4, 5, 8)
- Rossella Ruini e Fabrizio Palma (tracce 1,4, 6, 8), Luca Velletri e Claudia Arvati (traccia 1), Valeria Guida (tracce 7, 9, 12), Michela Montalto (tracce 7, 12) – cori

## Classifiche
| Classifica (2006) | Posizione massima |
| ----------------- | ----------------- |
| Italia            | 15                |